# Bāşadī-ye Soflá
Bāşadī-ye Soflá (persiska: Bāşadī-ye Pā’īn, Bāşedī-ye Shahreyārī, Bāşedī-ye Shahrīārī, باصدی سفلی) är en ort i Iran.   Den ligger i provinsen Khuzestan, i den centrala delen av landet, 500 km söder om huvudstaden Teheran. Bāşadī-ye Soflá ligger 120 meter över havet och antalet invånare är 139.
Terrängen runt Bāşadī-ye Soflá är platt, och sluttar söderut. Runt Bāşadī-ye Soflá är det ganska tätbefolkat, med 58 invånare per kvadratkilometer. Närmaste större samhälle är Rāmhormoz, 11,6 km norr om Bāşadī-ye Soflá. Trakten runt Bāşadī-ye Soflá består till största delen av jordbruksmark.